# Саввушинська сільська рада
Са́ввушинська сільська рада (рос. Саввушинский сельский совет) — сільське поселення у складі Зміїногорського району Алтайського краю Росії.
Адміністративний центр — село Саввушка.

## Населення
Населення — 1112 осіб (2019; 1318 в 2010, 1593 у 2002).

## Склад
До складу сільської ради входять:
| Населений пункт      | Населення, осіб (2002) | Населення, осіб (2010) |
| -------------------- | ---------------------- | ---------------------- |
| Саввушка, село       | 1474                   | 1242                   |
| Новохарківка, селище | 119                    | 76                     |